# 女刑事ふたり
『女刑事ふたり』（おんなけいじふたり）は、2002年から2008年までテレビ朝日系「土曜ワイド劇場」で放送された刑事ドラマシリーズ。全2回。主演は石田ひかり。
第1作のタイトルは『女刑事ふたり 眠れる殺意』

## キャスト

### 主人公と相棒
川島貴衣子
演 - 石田ひかり
経歴：警視庁新中野警察署中野坂上3丁目交番
→ 警視庁渋谷中央警察署刑事課一係
→ 警視庁外苑警察署交通課四係
→ 警視庁外苑警察署交通課一係（第1作）
→ 警視庁捜査一課（第1作）
→ 警視庁外苑警察署刑事課（第2作）
階級は巡査。千葉国立大学心理学科卒。鹿児島県揖宿郡出身。大学卒業後、警察学校を経て新中野署管内の交番勤務に始まり、大学で犯罪心理学を学んだことから、渋谷中央署刑事課の刑事として配属。しかし、3年前に自分が作成した「性犯罪防止キャンペーンの小冊子」に挑発された女子医大生絞殺事件が発生し、迷宮入りとなってしまった事件に責任を感じて配置転換を希望し、外苑署交通課の警官となる。一色により警視庁捜査一課にスカウトされるも、殺人事件現場でのプロファイリングの腕が評価されたのではなく、事件の根底にある3年前の事件に関係した人物としてである。
一色操
演 - 伊藤蘭
警視庁捜査一課刑事。階級は警部補。独身。事件関係者でもある貴衣子の身を守るために、彼女を部下としてスカウトする。10年前に妹を通り魔によって殺害された過去を持ち、依然未解決である。毎日傘を持っているが、妹は雨の降る晩に、傘を持っていない自分を迎えに行って事件に巻き込まれたためである。以来、刑事の仕事だけに没頭してきたのは被害者遺族としてのつらさを忘れるためでもある。貴衣子に対して時には冷たく接するも、亡き妹と歳が近い彼女を重ね合わせていて、刑事としての自信を取り戻させようとする。

### その他
川島将太
演 - 高橋一生（第1作）
貴衣子の弟で、大学生。現役合格した姉と違い、浪人生活を経てである。姉と二人でマンション暮らし。バンド活動をしている。

### ゲスト
第1作「女性連続殺人の現場に残された防犯チラシと白百合の謎」（2002年）
- 坂本啓一（警視庁隅田川警察署 巡査部長・2年前に妻と子供に逃げられて以来独身） - 羽場裕一
- 森克己（花屋） - 湯江健幸（少年期：菅原隆一）
- 菱沼一哉（葬儀社従業員） - 斉藤陽一郎
- 教会のシスター - 銀粉蝶
- 森日出子（克己の母・故人） - 筒井真理子
- 古澤英明（警視庁捜査一課長） - 森下哲夫
- 三浦博（警視庁外苑警察署 鑑識課員・前妻の間にできた子供2人に毎月養育費を払い続ける） - 山上賢治
- 本庄祐介（殺人事件の容疑者） - 浜田学
- 披露宴司会者 - 田上ひろし
- 三浦優子（警視庁外苑警察署 交通課員・三浦の再婚相手） - 朝比奈慶
- 結城繁子（結城沙織の母） - 木村翠
- 林彩子（八東不動産 社員） - 里見瑤子
- 将太のバンドメンバー - 藤田和久、磯部光裕、中村勇太、日比聡
- 居酒屋の大将 - 舞の海秀平
- 綿貫勇（警視庁捜査一課第2強行犯捜査4係 係長・一色の過去を知る直属の上司） - 平田満
- 福田佳弘、氏家恵

第2作「赤い月連続殺人!!死者に狙われる美しい目撃者…」（2008年）
- 野坂万里子（画家） - 南野陽子
- 長井圭一（ワインバーのオーナーソムリエ） - 長谷川初範
- 末長直人（警視庁外苑警察署 鑑識課員・貴衣子の同期） - 菊池均也
- 木下正志（警視庁外苑警察署刑事課 刑事） - 志村東吾
- 平友彦（雑誌編集者） - 松澤一之
- 横田篤（ウェイター） - 神田利則
- 五十嵐純也（シェフ） - 村杉蝉之介
- 相馬俊介（自動車の整備工） - 西野恭之介
- 小菅忠志 - 不破万作
- 日下部吾郎（警察官） - 隆大介
- 高松雄三（警視庁外苑警察署刑事課 課長・警部） - 泉谷しげる
- 杜澤たいぶん、田中允貴、澤口夏奈子、前原実、用貝一仁、橘凛、市村直孝、岡野竜太郎（子役）、鈴木美香（スタント）、竹原圭祐、阿部茂、安藤周平、大波勝、佐藤康、磯田学、佐藤秀一郎、鈴木信紘、兼久達哉、久保一貴

## スタッフ
- プロデューサー
  - テレビ朝日 - 佐藤涼一(#2)、三輪祐見子(#1、#2)
  - カノックス - 高野正雄(#1)、高橋史典(#1、#2)
- 脚本 - 福島治子
- 撮影 - 古川好伸(#1)、初瀬康一(#2)
- 照明 - 海老原靖人(#2)
- 音声 - 関根光晶(#1)、中前哲夫(#2)
- VE - 塩津亮児(#1)、坂上忠雄(#2)
- 美術 - 吉田直哉
- 持道具 - 田口絵海子(#1)、志鷹理恵(#2)
- 衣裳 - 星真由美(#1)、安達絵里(#2)、荒川裕美(#2)
- スタイリスト - 谷口みゆき、星野和美(#2)、田中洋子(#2)、羽場小織(#1)
- メイク - 古澤貴子(#1)、斉藤和子(#1)、鷲田知樹(#2)、斉藤和子(#2)、小出みき(#2)
- 編集 - 高松大介(#1)、高橋信之(#2)
- 選曲 - 佐古伸一
- 効果 - 田代智恵(#1)、大貫悦男(#2)
- CGI - 加藤泰裕(#2)
- EED - 原田文睦(#2)
- MA - 浜田直樹(#1)、横田良孝(#2)
- スクリプター - 山下千鶴(#1)、高橋久美子(#2)
- 擬斗 - 深作覚(#2)
- 車輌 - ランナーズ(#1)、マエダオート(#2)
- 絵画協力 - 片岡素子(#2)
- ソムリエ指導 - 福地亘(#2)
- スチール - 堀和宏(#2)
- テレビ朝日広報 - 岩間斉(#1)、豊島晶子(#2)
- 制作担当 - 禱映(#1)、小林孝弘(#2)
- 制作主任 - 篠宮隆浩(#1)、大熊敏之(#2)
- 制作進行 - 稲葉有紀(#1)、大久保郁男(#2)
- プロデューサー補 - 紺野生(#1)、高瀬佳子(#2)
- 技術協力 - フォーチュン
- 美術協力 - 舞クリエーション
- 編集・MA - 東通
- 撮影協力
  - 第1作 - ジャパンアグリビジネス、華アカデミー、花街道深川店、WINDSカリフォルニアキュイジーヌ
  - 第2作 - 湘南藤沢フィルムコミッション、GALLERY KUBOTA、日立OB、カネツ商事、東芝エレベータ、山梨県ワイン酒造組合、国立市民ホール、六本木Dance
- 音楽協力 - テレビ朝日ミュージック
- 監督補 - 竹村健太郎(#1)、梅原紀且(#2)
- 助監督 - 水村秀雄、岡田倫太郎(#1)、番場朋之(#1)、近藤信子(#2)
- 監督 - 猪原達三
- 制作 - テレビ朝日、カノックス

## 放送日程
- 第2作は作品自体は2004年に制作されていたが（作品中に出てくる年号から）、お蔵入り状態となっていた。

| 話数 | 放送日        | サブタイトル                                       | 脚本     | 監督     |
| ---- | ------------- | -------------------------------------------------- | -------- | -------- |
| 1    | 2002年9月14日 | 女性連続殺人の現場に残された防犯チラシと白百合の謎 | 福島治子 | 猪原達三 |
| 2    | 2008年3月08日 | 赤い月連続殺人!!死者に狙われる美しい目撃者…        | 福島治子 | 猪原達三 |